# 小行星3020
小行星3020（3020 Naudts）是一颗围绕太阳公转的小行星。1949年8月2日，卡爾·威廉·萊茵姆特在海德堡发现了此天体。
該小行星以比利時業餘天文學家伊格納斯·諾茲（Ignace Naudts）命名。
这颗小行星的绝对星等为193.7916359502674等。